# Corea del Norte en los Juegos Paralímpicos de Pyeongchang 2018
Corea del Norte estuvo representada en los Juegos Paralímpicos de Pyeongchang 2018 por dos deportistas masculinos. El equipo paralímpico norcoreano no obtuvo ninguna medalla en estos Juegos.

## Invitación
El Comité Paralímpico Internacional dijo que Corea del Norte iba a participar en los Juegos de Invierno por primera vez. Los norcoreanos desfilaron con la bandera de la unificación coreana junto a la delegación de Corea del Sur como se hizo en los Juegos Olímpicos de Invierno de 2018.

## Equipo
Dos deportistas representon a Corea del Norte en los Juegos Paralímpicos de Invierno 2018. Ellos son Kim Jonghyon y Ma Yuchol. Ellos previamente compitieron internacionalmente en la Copa Mundial de Esquí Nórdico Paralímpico realizada en Oberried (Alemania) en enero de 2018.